# (8171) Stauffenberg
(8171) Stauffenberg es un asteroide perteneciente al cinturón de asteroides, región del sistema solar que se encuentra entre las órbitas de Marte y Júpiter.
Fue descubierto el 5 de septiembre de 1991 por Freimut Börngen y Lutz Dieter Schmadel desde el observatorio Karl Schwarzschild en Tautenburg.

## Designación y nombre
Designado provisionalmente como 1991 RV3 fue nombrado en honor de Claus von Stauffenberg (1907 - 1944), conocido por planificar y ser figura central en un atentado frustrado contra Hitler al que históricamente se le denomina «complot del 20 de julio» de 1944.

## Características orbitales
Stauffenberg está situado a una distancia media del Sol de 3,062 ua, pudiendo alejarse hasta 3,253 ua y acercarse hasta 2,872 ua. Su excentricidad es 0,062 y la inclinación orbital 9,044 grados. Emplea 1957,23 días en completar una órbita alrededor del Sol.
Pertenece a la familia de asteroides de (221) Eos.
Los próximos acercamientos a la órbita de Júpiter tendrán lugar el 4 de julio de 2034, el 10 de julio de 2083 y el 7 de agosto de 2132.

## Características físicas
La magnitud absoluta de Stauffenberg es 13,10. Tiene 8,750 km de diámetro y su albedo se estima en 0,133.